# Ryan Cassata
Ryan Otto Cassata (Stony Brook, 13 de desembre de 1993) és un cantautor, orador, actor i activista LGBT estatunidenc. Cassata parla a les escoles i universitats sobre la disfòria de gènere, ser transgènere, l'assetjament i la seva transició personal de dona a home, incloent-hi una cirurgia de mastectomia doble el gener de 2012, quan tenia 18 anys. Resideix a San Francisco. Ha aparegut als programes Larry King Live i The Tyra Banks Show per parlar de ser transgènere. Ha actuat en festivals de música LGBT i ha realitzat gires als Estats Units d'Amèrica. Cassata ha actuat en escenaris com Whisky a Go Go, The Saint, The Bitter End, SideWalk Cafe i Bowery Poetry Club. Cassata guanyar va aconseguir actuar al Warped Tour de 2013 i 2015 a través del concurs en línia Battle of the Bands d'Ernie Ball.
Cassata va compondre la banda sonora del curtmetratge Loop Planes (2010) que es va projectar en diversos festivals com el Festival de Cinema de Tribeca, South by Southwest i el Festival Internacional de Cinema de Hamptons. Van formar part de la banda sonora "Distraction" i "Sleeping Through" de l'EP Distraction (2011). Cassata va ser el tema principal del documental danès Songs for Alexis. Songs for Alexis, produït per Copenhagen Bombay amb l'ajut de l'Institut de Cinema de Dinamarca, es va estrenar al Festival Internacional Canadenc de Documentals Hot Docs el 30 d'abril de 2014.